# Reputation
Reputation (estilizado em letras minúsculas) é o sexto álbum de estúdio da artista musical estadunidense Taylor Swift. O seu lançamento ocorreu em 10 de novembro de 2017, através da gravadora Big Machine. Após seu quinto álbum de estúdio 1989 (2014), Swift se envolveu em disputas altamente divulgadas com várias celebridades e tornou-se constantemente alvo de escrutínio em tabloides. Ela, portanto, isolou-se da imprensa e da mídia social, onde mantinha uma presença ativa, e passou a desenvolver Reputation como um esforço para renovar seu estado de espírito, visando abordar duas temáticas principais; um baseado nas fofocas excessivas que a cercam, visto no tema declarativo do álbum, e o outro sobre como encontrar o amor em meio aos eventos tumultuosos.
Com a produção executiva da própria intérprete, o projeto foi gravado entre 2016 e o ano que o sucedeu em estúdios situados nos Estados Unidos e na Suécia, sendo produzido por Swift em conjunto com Max Martin, Shellback, Ali Payami, Ilya, Jack Antonoff, Oscar Görres e Oscar Holter. Musicalmente, incorpora electropop e synth-pop, como estilos musicais predominantes, contendo elementos de gêneros como o hip hop, tropical house, trap e EDM, com letras que discutem temas introspectivos, emotivos, e amorosos, com canções como "I Did Something Bad" tendo um tom de vingança e percebidas referências à mídia. Ed Sheeran e Future são os dois únicos artistas convidados do projeto, ambos participam da faixa "End Game".
Reputation recebeu análises geralmente positivas da mídia especializada, com muitos prezando a progressão sonora da musicista e suas habilidades líricas, além da produção e do conteúdo lírico presente em sua obra. Como resultado, constou em diversas listas compilatórias dos melhores álbuns de 2017 e rendeu uma série de indicações e angariações, como a nomeação de Melhor Álbum Vocal Pop nos Grammy Awards de 2019. Comercialmente, obteve um desempenho exitoso, atingindo a liderança em países como Austrália, Canadá, Nova Zelândia e Reino Unido. Nos Estados Unidos, tornou-se o quinto disco da intérprete a liderar a Billboard 200 e o seu quarto consecutivo a estrear com mais de um milhão de cópias vendidas — convertendo-se na melhor semana de estreia para álbum desde 2015 e o maior número de vendas do ano. Ao redor do mundo, comercializou mais de dois milhões de réplicas em sua semana de lançamento, e foi o segundo mais adquirido em 2017, ficando apenas atrás de ÷ de Ed Sheeran. Suas vendas globais, foram estimadas em mais de 4 milhões de cópias.
Foram lançados quatro singles internacionais do álbum, "Look What You Made Me Do", "...Ready for It?", "End Game" e "Delicate", os dois primeiros obtiveram um forte desempenho comercial, com o último citado rendendo a Swift sua quinta liderança na Billboard Hot 100 dos Estados Unidos e seu primeiro número um no Reino Unido; seu vídeo musical correspondente quebrou o recorde de mais visto nas primeiras 24 horas, acomulando mais de 43 milhões de visitas. "Getaway Car" e "Delicate" foram distribuídos apenas em territórios selecionados e, consequentemente, obtiveram um desempenho comercial moderado. Reputation contou com uma agenda de divulgação e planejamento de marketing, incluindo apresentações em festivais de música e programas de televisão, acordos com empresas, e a turnê Reputation Stadium Tour — que tornou-se a excursão com maior arrecadação da carreira da artista, conquistando mais de 345 milhões de dólares em 53 concertos realizados nas Américas, Ásia, Europa e Oceania.

## Antecedentes
Swift lançou seu quinto álbum de estúdio, 1989, em outubro de 2014. A musicalidade synth-pop apresentada na obra estabeleceu a saída oficial da artista dos estilos country de seus discos anteriores. Ele recebeu críticas geralmente positivas de críticos contemporâneos. Como resultado, rendeu a Swift seu segundo Grammy Award de Álbum do Ano, tornando-a a primeira mulher a angaria-lo duas vezes. Foi igualmente bem recebido no campo comercial, vendendo mais de seis milhões de cópias apenas nos Estados Unidos e gerou três singles número um na Billboard Hot 100 — "Shake It Off", "Blank Space", e "Bad Blood". Sua turnê de acompanhamento ocorreu de maio a dezembro de 2015 e arrecadou a maior bilheteria do ano. Durante a promoção de 1989, Swift continuou a ser um dos principais alvos de fofocas dos tabloides. Ela teve relacionamentos românticos de curta duração com o produtor escocês Calvin Harris e o ator inglês Tom Hiddleston. Sua reputação na mídia foi manchada por brigas divulgadas com várias celebridades de alto perfil, como a personalidade da mídia Kim Kardashian, a cantora Katy Perry e o rapper Kanye West, resultando em um movimento na internet de cancelamento contra Swift e a levando a ser rotulada de "cobra". Após isso, a artista tornou-se cada vez mais reticente nas mídias sociais, mantendo uma presença ativa com muitos seguidores e evitando interações com a imprensa em meio aos assuntos tumultuosos.

## Gravação e produção

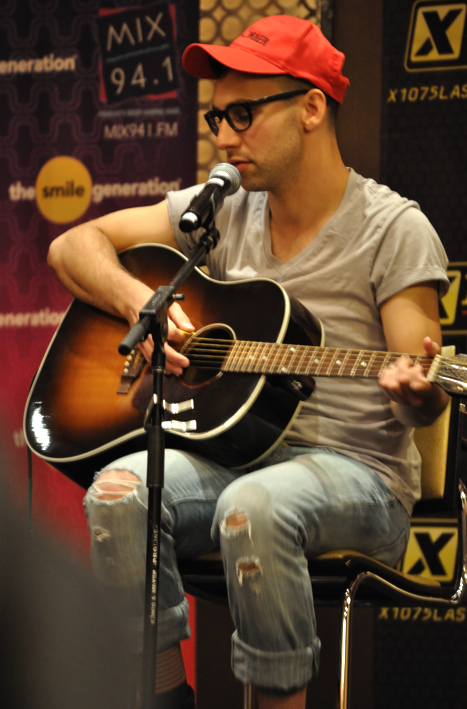
Jack Antonoff (foto) produziu seis músicas com Swift para Reputation. Suas sessões de gravação ocorreram principalmente em seu estúdio caseiro.

Para Reputation, Swift trabalhou principalmente com duas equipes: uma com os produtores suecos Max Martin e Shellback, e outra com o produtor e guitarrista da banda Fun, Jack Antonoff, com os quais havia desenvolvido boa parte de 1989. Além deles, apenas outros três produtores são creditados: Ali Payami — com quem também havia colaborado em seu projeto anterior — Oscar Görres e Oscar Holter. A cantora atribuiu esta decisão à sua sensação de "sentir-se versátil o suficiente para matar 1989 e tentar algo novo", avaliando que "não havia nenhum jeito de fazer algo minimamente similar a 1989 e parecer eficaz". Ela escreveu as músicas como um "mecanismo de defesa" contra as fofocas tumultuosas da mídia que a visavam durante o período e como um meio de renovar seu estado de espírito. Elaborando sobre a composição, em uma entrevista à Rolling Stone, ela disse que seguiu o mesmo modelo de composição usado anteriormente em "Blank Space" (2014), no qual satirizou sua imagem percebida, acrescentando: "Eu partir da ideia de que, tudo bem, se é isso o que muitos de vocês estão dizendo sobre mim. Então deixe-me escrever a partir desse personagem por um momento". Além da comoção midiática, o amor e a amizade foram as grandes inspirações para o álbum, o que corrobora a marca autobiográfica narrativa de Swift por meio de suas músicas.
O corte final de Reputation consiste em 15 faixas, todas co-escritas por Swift. Martin e Shellback co-escreveram e produziram nove músicas. Enquanto Antonoff co-escreveu e co-produziu com a intérprete as seis restantes. As sessões de gravação de Swift com Antonoff ocorreram principalmente em seu estúdio caseiro no Brooklyn, com várias viagens a Atlanta e Califórnia para ele incorporar ideias de outros produtores. De acordo com Antonoff, as sessões tentaram capturar as emoções de Swift em um momento específico da vida dela, quando contratava sentimentos de que "poderia conquistar o mundo, ou poderia se sentir como a maior lixo que já existiu", resultando em um disco de abordagens "muito intensas". Ele encorajou Swift a retratar a honestidade emocional, que ele também implementou em seus trabalhos anteriores com outros artistas, incluindo Lorde e St. Vincent. Ele falou sobre sua experiência de trabalhar com Swift para à Entertainment Weekly:
Ela é ótima em trazer o coração e a alma para o processo [de produção]. Algumas pessoas os esquecem — às vezes ao ver que algo funciona logo já começam a criar. Mas ela é realmente ótima em saber o que verdadeiramente quer: falar sobre o que diabos está acontecendo em sua vida e de alguma forma encontrar uma maneira de pegar essa emoção e canalizar isso em uma música. Esse era o tema dessas sessões: "Vamos apenas contar essa história, independente de como ela seja, porque esse é o ponto principal".
Como Swift queria gravar o álbum em sigilo, ele manteve seu computador de estúdio offline para evitar um possível vazamento na internet, e apagou os testes de gravação assim que a mixagem e masterização foram finalizadas. As faixas produzidas por Swift e Antonoff apresentam um som ao estilo dos anos 1980 equipado com sintetizadores pulsantes e refrões otimistas. Por exemplo, Swift e Antonoff produziram a música "Call It What You Want" usando um Akai MPC e um sintetizador Yamaha DX7. Ele citou que a faixa "Look What You Made Me Do", que seria o primeiro single do álbum, "veio do nada [...] Nada que eu faço é realmente planejado". Incorporando uma interpolação de "I'm Too Sexy" da banda britânica Right Said Fred, que Antonoff sentiu que traria um elemento de "choque", a música é produzida usando "principalmente sintetizador modular, bateria e grandes guitarras difusas". Uma exceção foi a canção final do álbum, "New Year's Day", que Swift e Antonoff gravaram em um piano acústico desprovido de sons eletrônicos.

## Composição

### Temas e influências na composição
O bombástico, inesperado e sutilmente poderoso Reputation é muitas coisas ao mesmo tempo: o primeiro álbum em que Swift diz palavrões (as interjeições amenas de discos anteriores não contam); o primeiro álbum em que ela fala de bebidas alcoólicas (e repetidamente, aliás); e o veículo para suas canções mais escancaradas sobre seu papel como agente sexual. Swift já tem 27 anos, e as coisas que ela costumava se negar — ao menos nas canções — ficaram no passado.

—Jon Caramanica, do The New York Times.
Musicalmente, Reputation foi descrito como a continuidade e a afirmação da transição de Swift do country para o pop, iniciada em seu trabalho anterior. Greg Kot, do jornal Chicago Tribune, o descreveu como "mais uma mudança, desta vez para o pop eletrônico", enquanto Neil McCormick, do The Telegraph, o considerou "pop armado e impetuoso", e Rob Sheffield, da Rolling Stone, declarou que "Reputation se constrói no synthpop de 1989". Entretanto, ao contrário deste último, estruturado principalmente com o uso de guitarras e sintetizadores, Reputation contém novos elementos estilísticos, como batidas trap, EDM "de Vegas", sintetizadores "melancólicos", "borrifadas" de Miami bass e toques de hip hop. Suas canções são predominantemente eletrônicas e empregam principalmente o uso de sintetizadores, com algumas possuindo influências do R&B contemporâneo e outras tendo uma atmosfera mais acústica, adotando uma estrutura musical mais simples. Ed Sheeran e Future são os únicos artistas convidados do projeto, participando da canção "End Game".
Na época do lançamento de "Look What You Made Me Do", que possui um tom de vingança, jornalistas especularam que Reputation poderia ser um álbum com letras direcionadas aos detratores de Swift e à mídia, que ao longo da carreira da cantora entretinha o público com matérias difamatórias em relação aos seus namoros e  desentendimentos com outros artistas. Embora tenha canções com tom vingativo e percebidas referências à mídia — como "I Did Something Bad", "This Is Why We Can't Have Nice Things" e a faixa supracitada — o álbum apresenta um tom lírico diferente, lidando com aspectos emotivos, introspectivos e amorosos; Sheffield comentou que é "um álbum cheio de canções amorosas adultas a sós", descrevendo-o como o mais íntimo da artista até a data e como "um ciclo de canções sobre como é quando você para de perseguir o romance e começa a deixar sua vida acontecer". O disco é composto por quinze faixas que, segundo a intérprete, formam uma linha de tempo linear, começando com a forma de como ela se sentia quando começou a trabalhar nele, e transitou para a forma como se sente agora. Para Roisin O'Connor, do The Independent, "cada uma das quinze músicas de Reputation falam sobre como ela [Swift] é percebida pelas pessoas que a conhecem e pelas pessoas que não a conhecem" e, nele, a musicista reconhece que "até os mais próximos a ela terão diferentes ideias". Outros resenhistas argumentaram que o álbum apresenta um contraste entre a antiga e a nova personalidade de Swift e também letras sobre assuntos até então inéditos em sua discografia, como o consumo de álcool, o sexo de uma maneira mais explícita e o uso de palavras de baixo calão. No que se refere aos vocais, Reputation possui produção adicional de Ilya em "End Game" e também apresenta uma mudança em relação aos trabalhos anteriores de Swift, que adota o inglês vernáculo afro-americano e faz uso do rap em algumas canções. A respeito de artistas, Rihanna e Kanye West foram notados por Richard S. He, da revista Billboard, e por Andrew Guttadaro, do site The Ringer, como influências em "...Ready for It?", enquanto Lorde foi apontada por Geoff Nelson, do portal Consequence of Sound, como uma influência em "I Did Something Bad".

### Conteúdo e estrutura musical
Reputation abre com "...Ready for It?", uma canção dos gêneros electropop e pop industrial com orientação pop, inspiração eletrônica e elementos de tropical house, dubstep, synthpop e trap. A faixa apresenta fortes sintetizadores, um bass drop, caixas de ritmos e linhas interpretadas por Swift na forma de rap, com um conteúdo lírico que retrata suas fantasias sobre um rapaz descrito como "um assassino" que teve diversos relacionamentos e é "mais jovens que seus ex" mas "age como um homem". A cantora afirmou que a música "apresenta uma metáfora presente também no resto do álbum, que é um tipo de metáfora estilo Crime e Castigo", sendo "basicamente sobre encontrar seu próprio parceiro no crime". A segunda obra, "End Game" apresenta a participação do cantor britânico Ed Sheeran e do rapper estadunidense Future, musicalmente deriva do R&B e que incorpora o hip hop, contendo raps de Sheeran e Future intercalados com linhas de Swift. A letra refere-se a sonhos sobre fugas românticas. Derivada do dubstep e com influências trap, "I Did Something Bad" foi escrita ao piano e a ideia para sua concepção surgiu em um sonho de Swift, que a descreveu para o produtor Max Martin para que ele desenvolvesse o conceito na faixa. A letra trata da posição de Swift como celebridade em relação à mídia, com a intérprete retratando algumas das narrativas sobre ela criada pelos tabloides. Foi notada por ser a primeira faixa em que a cantora profere palavras de baixo calão, nomeadamente na linha; "Se um homem fala merda, então não devo nada a ele". Após o refrão, há uma demonstração vocal que, na realidade, é a voz de Swift com tons mais baixos. Esta parte foi criada por Martin, com base em um gancho que ela tinha em mente. Na ponte, usando o Auto-Tune em sua voz, Swift profere; "Eles estão queimando todas as bruxas mesmo que você não seja uma / Então me acenda, me acenda, vá em frente e me acenda".
"Don't Blame Me", a quarta música, foi descrita como "gótica" e "obscura" e apresenta influências gospel e uma instrumentação "grande e impetuosa", na qual Swift canta; "Minha droga é o meu amor / Eu vou usá-la pelo resto da vida". A quinta faixa, "Delicate" possui um ritmo moderado, batidas eletrônicas "em cascata", e o uso de vocoder que, segundo a musicista, dá à faixa um som "emotivo" e "vulnerável". Sua letra fala sobre dar muito de si para alguém que você ainda está conhecendo, e foi descrita como uma história de amor que se passa contra os destroços da imagem pública de Swift. A sexta canção, "Look What You Made Me Do", foi descrita como um híbrido de dance-pop, electroclash, electropop e pop na qual Swift fala "sobre perceber que você não podia ter confiado em certas pessoas, mas também perceber que você aprecia as pessoas em quem você pode confiar". Referências ao desentendimento de Swift com o rapper Kanye West foram notadas na canção. No refrão, a cantora repete várias vezes o título da canção usando o mesmo ritmo de "I'm Too Sexy", do grupo britânico Right Said Fred, e declara na ponte: "Desculpe, a antiga Taylor não pode atender agora. Por quê? Porque ela morreu". "So It Goes..." é uma canção trap-pop com uma atmosfera "sombria" e "poderosa" que aborda sobre o sexo, e recebeu comparações com "I Don't Wanna Live Forever", colaboração de Swift com o cantor Zayn. "Gorgeous" foi descrita como uma canção pop "agradável para as rádios" que se inicia com a voz de um bebê e retrata a "busca por um par romântico irritante", descrito por Swift como "maravilhoso".
A nona obra, "Getaway Car" deriva do synthpop e retrata o momento em que alguém sai de um relacionamento e inicia outro. "King of My Heart" é uma balada eletrônica com um som dos anos 1980, contém uma batida semelhante à de "Take Me Home", de Phil Collins, e efeitos computadorizados na voz de Swift no refrão; foi estruturada de modo que cada seção da canção representasse uma fase diferente de um relacionamento, com as seções ficando cada vez mais profundas e rápidas à medida que a faixa progride. Seu conteúdo lírico fala do amor da cantora por seu atual parceiro. "Dancing with Our Hands Tied" é uma obra com tons EDM e fala sobre namorar e se apaixonar por alguém em meio a escândalos na mídia. A décima segunda música, "Dress", é uma canção de andamento lento influenciada pelo R&B e apresenta vários trechos compostos cerca de um ano antes por Swift. A letra aborda o sexo de maneira mais aberta, tendo sido descrita como a mais sensual da artista até a data e a que traz seu lado sensual à tona. Jornalistas consideraram que "This Is Why We Can't Have Nice Things" se tratava da relação de Swift com West, nomeadamente nas letras; "Foi tão legal sermos amigos de novo / Lá estava eu lhe dando uma segunda chance / Mas você me apunhalou pelas costas enquanto eu apertava a sua mão". A penúltima faixa, "Call It What You Want" é uma balada dream pop, synthpop e electropop de ritmo moderado que, para a intérprete, é a que melhor representa seu estado emocional atual. Reputation termina com "New Year's Day", uma balada guiada por piano que explora o outro lado do romantismo de um beijo de Ano Novo, e é sobre como a pessoa que fica com você até o dia seguinte para "lhe dar Advil e limpar sua casa" é a que mais importa.

## Capa e encarte
A capa de Reputation foi fotografada pela dupla Mert and Marcus em Londres. A foto mostra Swift usando um suéter cinza e uma gargantilha, com manchetes de jornais repetindo seu nome localizadas no lado direito da foto. A fonte usada para as manchetes é similar à do The New York Times. Uma edição especial do produto foi comercializada pela Target nos Estados Unidos e pelo Walmart no Canadá e inclui duas edições de uma revista homônima de 72 páginas, ambas contendo poesias, pinturas, fotos pessoais, letras e um pôster exclusivo da cantora, além de fotos dos bastidores do vídeo de "Look What You Made Me Do". A foto da capa de Reputation Vol. 1 foi tirada por Mert and Marcus, enquanto a do Vol. 2 foi fotografada por Benny Horne e apresenta a cantora numa jaqueta militar desenhada por Marc Jacobs, avaliada em 1500 dólares. Para a primeira sessão, Swift contratou o estilista Joseph Cassell, o cabeleireiro Paul Hanlon, a maquiadora Isamaya Ffrench e a manicure Lorraine Griffin, enquanto os profissionais contribuintes na segunda foram o estilista Cassell, a cabeleireira Jemma Muradian, a maquiadora Lorrie Turk e a manicure Kimmie Kyees.
No prólogo que acompanha o CD, Swift aborda a exposição e o escrutínio da mídia que enfrentou desde o início de sua carreira, tanto quanto em seu lado musical quanto pessoal, e orienta seus fãs a não acreditarem em rumores sobre ela, dizendo que "talvez um dia encontraremos essa pessoa e nos sentiremos bobos por termos acreditado em fofocas sem fundamento". A cantora avalia que "no lado bonito e amável [da exposição da mídia], fui muito sortuda em fazer música para uma vida e olhar para multidões de pessoas amáveis e vibrantes" e "no outro lado da moeda, meus erros foram usados contra mim, minhas mágoas foram usadas como entretenimento e minhas composições foram banalizadas como 'super exageradas'", concluindo: "Nós achamos que conhecemos alguém, mas a verdade é que nós apenas conhecemos a versão delas que escolheram nos mostrar. Não haverá maiores explicações. Haverá apenas reputação". Em um poema intitulado "Why She Disappeared" ("Por que ela desapareceu"), contido em uma das revistas Reputation, a intérprete comenta seu afastamento da mídia nos meses antecedentes ao lançamento do disco.

## Lançamento

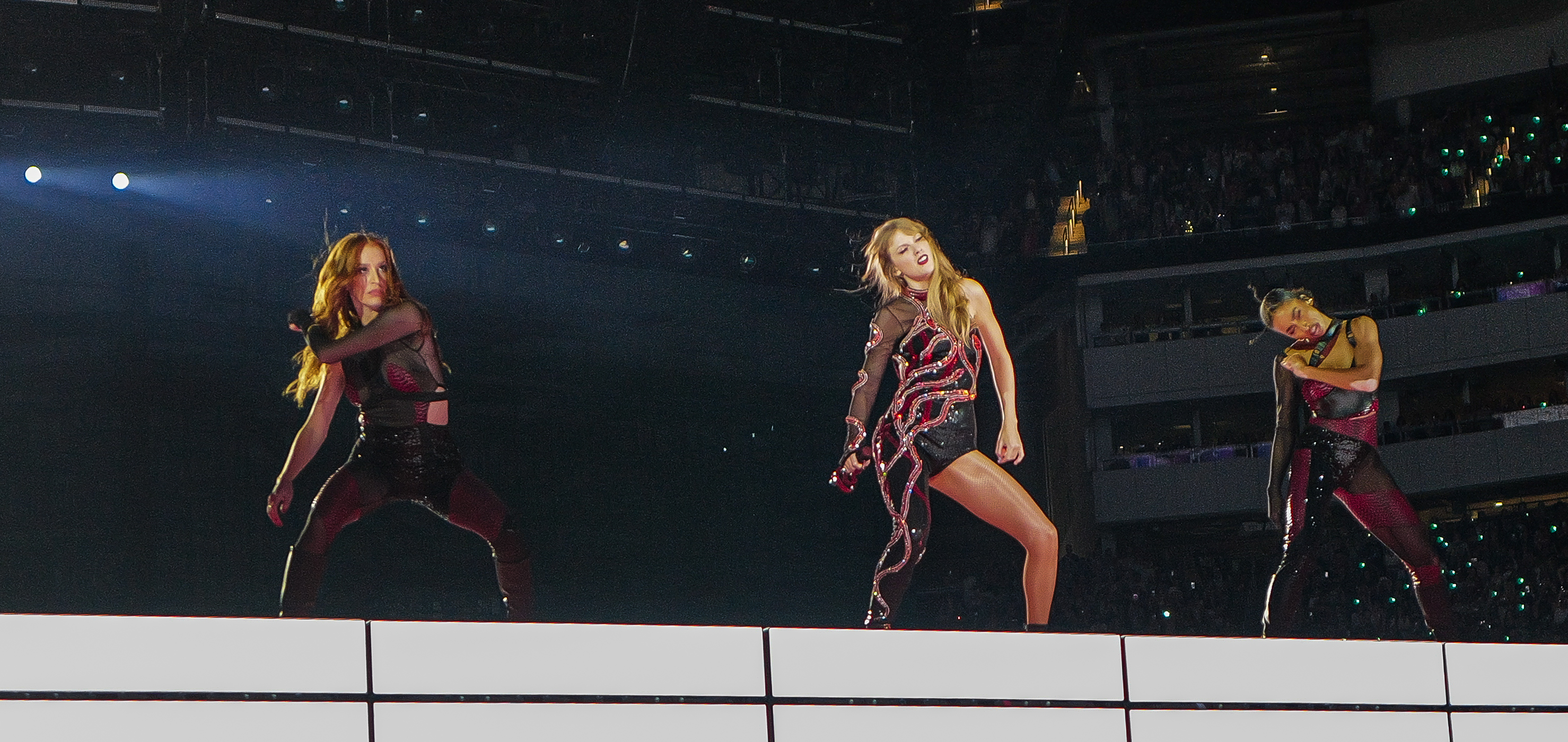
Swift durante a etapa Reputation na The Eras Tour (2023).

Em 18 de agosto de 2017, Swift apagou todas as publicações de suas contas em redes sociais, além de colocar um fundo preto em sua página oficial. Alguns dias depois, a artista publicou uma série de pequenos vídeos que viriam a formar uma cobra, os quais foram interpretados pela mídia como uma referência aos seus desentendimentos públicos no ano anterior. Com isto, fãs e jornalistas especularam que Swift estava prestes a anunciar seu futuro sexto álbum. A intérprete anunciou-o oficialmente em 23 de agosto de 2017, através do Instagram, juntamente com sua capa, confirmando também o lançamento para 10 de novembro daquele ano. Em 7 de novembro seguinte, a agência de noticias Bloomberg informou que o disco não seria disponibilizado nas plataformas de streaming por um período de tempo indeterminado, ficando disponível apenas nos formatos físico e digital. Mais tarde, no mesmo dia, após a sua lista de faixas ter sido publicada de forma não autorizada na Internet, Swift divulgou-a oficialmente nas redes sociais, revelando a participação do cantor britânico Ed Sheeran e do rapper estadunidense Future na faixa "End Game".
Para evitar que o álbum fosse divulgado ilegalmente, a equipe de Swift alterou sua data de lançamento em diversos países, seguindo os seus respectivos fusos horários em relação aos Estados Unidos. Apesar disso, o projeto caiu na Internet doze horas antes de sua distribuição oficial. A edição de Reputation vendida no Japão apresentou um DVD contendo o lyric video de "Look What You Made Me Do", o vídeo correspondente e cenas de seus bastidores, enquanto a edição física no Brasil veio acompanhada de um pôster com uma foto da intérprete na frente e no verso; cinco fotos diferentes foram disponibilizadas, distribuídas aleatoriamente entre as cópias. Reputation foi lançado na plataforma de streaming Tidal em 27 de novembro de 2017, sendo disponibilizado nas demais plataformas quatro dias depois, em 1º de dezembro de 2017. Uma versão em vinil contendo dois discos foi lançada em 15 de dezembro de 2017 na Alemanha, Austrália, Canadá, Estados Unidos e Reino Unido. Uma edição em karaokê do álbum foi lançado para compra digital na América do Norte e para streaming mundialmente em 9 de março de 2018, com um lançamento físico em territórios canadense e estadunidense estando ocorrendo em 18 de maio de 2018.
Uma sessão de audição secreta do álbum foi realizada por Swift em sua casa em Londres no dia 13 de outubro de 2017, na qual ela o mostrou por completo para cem fãs selecionados de todo o mundo — os quais ela já vinha acompanhando por um tempo nas redes sociais. Outros eventos do tipo ocorreram nas residências da artista em Rhode Island, Nashville e Los Angeles, com a última contando também com a presença de Jack Antonoff, Alana Haim e Ruby Rose. Um vídeo compilando trechos de todas as sessões foi divulgado em 7 de novembro de 2017 no canal de Swift no Youtube. No dia do lançamento de Reputation, 126 rádios contemporary hit e hot AC da iHeartRadio tocaram cada uma de suas faixas a cada hora, introduzidas pela própria Swift, que contou também bastidores da produção do álbum. Segundo a Billboard, mais de um milhão de mensagens no Twitter relacionadas a Reputation foram feitas em 24 horas, num período iniciado três horas antes de seu lançamento.

## Recepção

### Crítica profissional
| Críticas profissionais | Críticas profissionais |
| Pontuações agregadas   | Pontuações agregadas   |
| Fonte                  | Avaliação              |
| ---------------------- | ---------------------- |
| Metacritic             | (71/100)               |
| Avaliações da crítica  |                        |
| Fonte                  | Avaliação              |
| Allmusic               | [ 106 ]                |
| Consequence of Sound   | (D+)                   |
| Entertainment Weekly   | (B)                    |
| NME                    | [ 107 ]                |
| Pitchfork              | 6.5/10                 |
| Rolling Stone          | [ 21 ]                 |
| Slant                  | [ 109 ]                |
| The Guardian           | [ 47 ]                 |
| The Independent        | [ 29 ]                 |
| The Telegraph          | [ 24 ]                 |
| USA Today              | [ 44 ]                 |

Reputation recebeu análises geralmente positivas da mídia especializada, que elogiaram a sua produção, sua coesão e seu conteúdo lírico, enquanto também prezaram a progressão sonora de Swift e suas habilidades líricas. O portal Metacritic, com base em vinte e oito resenhas recolhidas, concedeu ao projeto uma média de 71 pontos, numa escala que vai até cem, indicando "análises geralmente positivas". Stephen Thomas Erlewine, do banco de dados musicais Allmusic, emitiu três estrelas de um total de cinco, considerando-o "um álbum de amadurecimento ancorado por algumas músicas fortes" e "o primeiro disco autoconscientemente "adulto" de Swift", onde ela explora "sexo, traição e as cicatrizes que eles deixam". O profissional notou ainda que Reputation "dispensa a noção de que Swift é um bebê perdido na floresta, trocando ingenuidade por cálculo, apoiando-se fortemente na ideia de que ela traça cada movimento seu". Alexis Petridis, do jornal britânico The Guardian, entregou quatro de cinco estrelas e opinou que Reputation "pode ser mirado em amarguras e fofocas, mas as habilidades de composição da popstar e a sua proeza lírica são impossíveis de se negar em seu sexto álbum", notando que as canções apresentam 'Swift cortando seus últimos laços com suas raízes de Nashville, a favor do estrondo e da buzina do pop com influências EDM". Dando a mesma pontuação, Rob Sheffield, da revista Rolling Stone, escreveu que o álbum "mostra o lado mais obscuro e profundo da comandante pop", acrescentando que "[Swift] está tentando algo novo, como sempre faz". Avaliando o produto com quatro de cinco estrelas, Roisin O'Connor, da The Independent, elogiou a produção de Jack Antonoff, considerando-a essencial para o disco e comentando: "O amor [de Antonoff] pelo synthpop dos anos 1980 é o balanço perfeito ao toque dance e eletrônico de Max Martin e Shellback". Randy Lewis, do jornal Los Angeles Times, escreveu uma resenha positiva para o álbum, apelidou-o de o mais "focado e coeso" de Swift até a data, e argumentou que estes fatores se refletiram nos poucos colaboradores escolhidos.
Escrevendo para a Billboard, Jason Lipshutz avaliou o disco de forma positiva, elogiando a progressão sonora de Swift e o afastamento de seus projetos anteriores tanto em termos líricos quanto musicais, considerando-o o seu mais arriscado trabalho e completando: "Reputation é o seu álbum mais sonoramente ambicioso até a data, uma espécie de versão espelho mágico de 1989 com uma abordagem descontraída aos seus grandes ganchos". Neil McCormick, do periódico The Telegraph, concedeu quatro estrelas de cinco e declarou: "Reputation é uma explosão grande, impetuosa e ardente de um pop armado que combate a vulnerabilidade do coração humano, atingido pela fama do século XXI". Ele continuou: "Esse é um álbum com status de evento blockbuster, precedido por um sucesso satírico ('Look What You Mde Me Do') no qual ela provocativamente abandonou sua imagem de 'garota da casa ao lado' para algo mais glamorosamente sofisticado". Troy Smith, do jornal The Plain Dealer, disse que o disco serve de lembrete do talento de Swift como compositora e o caracterizou como um de seus projetos mais ambiciosos até a data. Dando uma nota B numa escala de A a F, Leah Greenblatt, da Entertainment Weekly, elogiou as letras e a produção da obra e o comparou com trabalhos de Zayn e The Weeknd, devido às suas "linhas do baixo subterrâneas e o foco em letras sobre sedução, álcool e o isolamento entorpecente da fama". Greenblatt concluiu: "[As canções] são um lembrete de o quão fácil Swift brilha quando está fiel ao seu DNA criativo — não a renegada que ela quer ser, mas o puro destino de estrela que ela ainda não pode deixar de manifestar, com ou sem uma coroa". Maeve McDermott, do jornal USA Today, entregou três estrelas de cinco possíveis ao disco e observou que nele "Swift assume com propriedade sua narrativa de uma forma que os ouvintes nunca ouviram antes", apresentando-se como "a predadora, a pessoa que mantém todo o controle, a guardiã de seu próprio coração, indo de contra o roteiro de uma de suas canções mais famosas de sua antiga era Red, 'I Knew You Were Trouble'". O escritor conclui que, através do álbum, Swift prova que sua "reputação privada é mais importante para ela do que todas as manchetes do mundo". Sal Cinquemani, da revista Slant,  considerou que o que torna Reputation "um vislumbre fascinanteme espinhoso dentro da mente" da cantora é a sua vontade "de se retratar não como a vítima, mas a vilã de sua própria história".
Analisando o disco de forma negativa, Geoff Nelson, da Consequence of Sound, concedeu-lhe uma nota D+, o descrevendo como um "desastre distorcido e em movimento". Nelson citou os raps de Swift, o seu uso do inglês vernáculo afro-americano e sua colaboração com Future como alguns dos pontos negativos do trabalho, comentando: "Algumas das delícias e das perplexidades de Reputation está em sua falha [...] [e] parte do encanto [do álbum] está em sua densidade de falha: cada gesto soa tão pobre, cada decisão tão mal aconselhada, tantos erros soam tão inevitáveis. A falha começa a bizarramente re-humanizar Swift, movendo-a de líder de torcida de volta para a arquibancada".

### Reconhecimento
Reputation foi eleito pela revista Rolling Stone o sétimo melhor álbum de 2017, com Simon Vozick-Levinson escrevendo: "Após demorar por meses, Taylor fez um retorno espetacularmente ousado com esse palácio brilhante de rancores luxuosos e batidas trap cristalinas. (...) [O álbum] acrescenta a um lembrete apontado de que sua rapidez real pode recuperar seu posto na vanguarda pop quando ela quiser". O editor Rob Sheffield, da mesma revista, considerou-o o segundo melhor do ano, declarando: "Vamos aceitar, todas as Taylor querem o microfone o tempo todo, e Reputation me deixa agradecido de ter todas elas". A NME o posicionou no número 31 em sua compilação com outros 50, com um editor avaliando: "A antiga Taylor está morta, e sua morte prematura nos trouxe Reputation (...) o álbum mais ousado de Taylor até a data". A revista People considerou o disco o melhor de 2017, com o editor Jeff Nelson escrevendo que o trabalho "reforçou uma reputação de superestrela [já existente]".
Raisa Bruner, da publicação Time, elegeu o disco como o nono melhor do ano, argumentando que "as maiores músicas pop apresentam Swift retrucando seus detratores, como ela já fez antes, mas ela brilha em momentos quietos de introspecção, fornecendo um olhada no mundo desafiador de uma artista para quem a fama é uma faca de dois gumes". Jon Caramanica, jornalista do The New York Times, posicionou o projeto como o quinto melhor do ano, descrevendo-o como "um impressionante álbum pop moderno de espectro completo". Para o The Independent, que escolheu os 30 melhores álbuns de 2017, este foi o 19.º melhor, com Roisin O'Connor concluindo: "Sem dúvidas um dos discos mais esperados do ano, o sexto álbum de Taylor Swift, Reputation, é também um dos seus melhores, onde em certas músicas ela parece mais vulnerável do que nunca, e em outras ela parece a mais ameaçadora". A revista Complex incluiu a obra na 26.ª posição de sua lista com os 40 melhores álbuns de 2017, com Brendan Klinkenberg dizendo: "[A]s primeiras canções que ouvimos primeiro são as piores e, mesmo em seu momento de mais auto-sabotagem, Swift ainda é capaz de escrever músicas pop quase perfeitas".

### Prêmios e indicações
Nos Billboard Music Awards de 2018, Reputation venceu o prêmio de "Álbum Que Mais Vendeu", além de ter sido indicado na categoria de "Álbum da Billboard 200". Na mesma noite, Swift obteve o troféu de "Artista Feminina Que Mais Vendeu" e recebeu indicações para "Maior Artista" e "Maior Artista da Billboard 200". Nos Juno Awards, o trabalho foi indicado a "Álbum Internacional do Ano", porém não conquistou a vitória. Recebeu ainda uma nomeação na categoria de "Melhor Álbum Vocal Pop" durante os Grammy Awards de 2019, perdendo para Sweetener (2018), de Ariana Grande.

## Singles

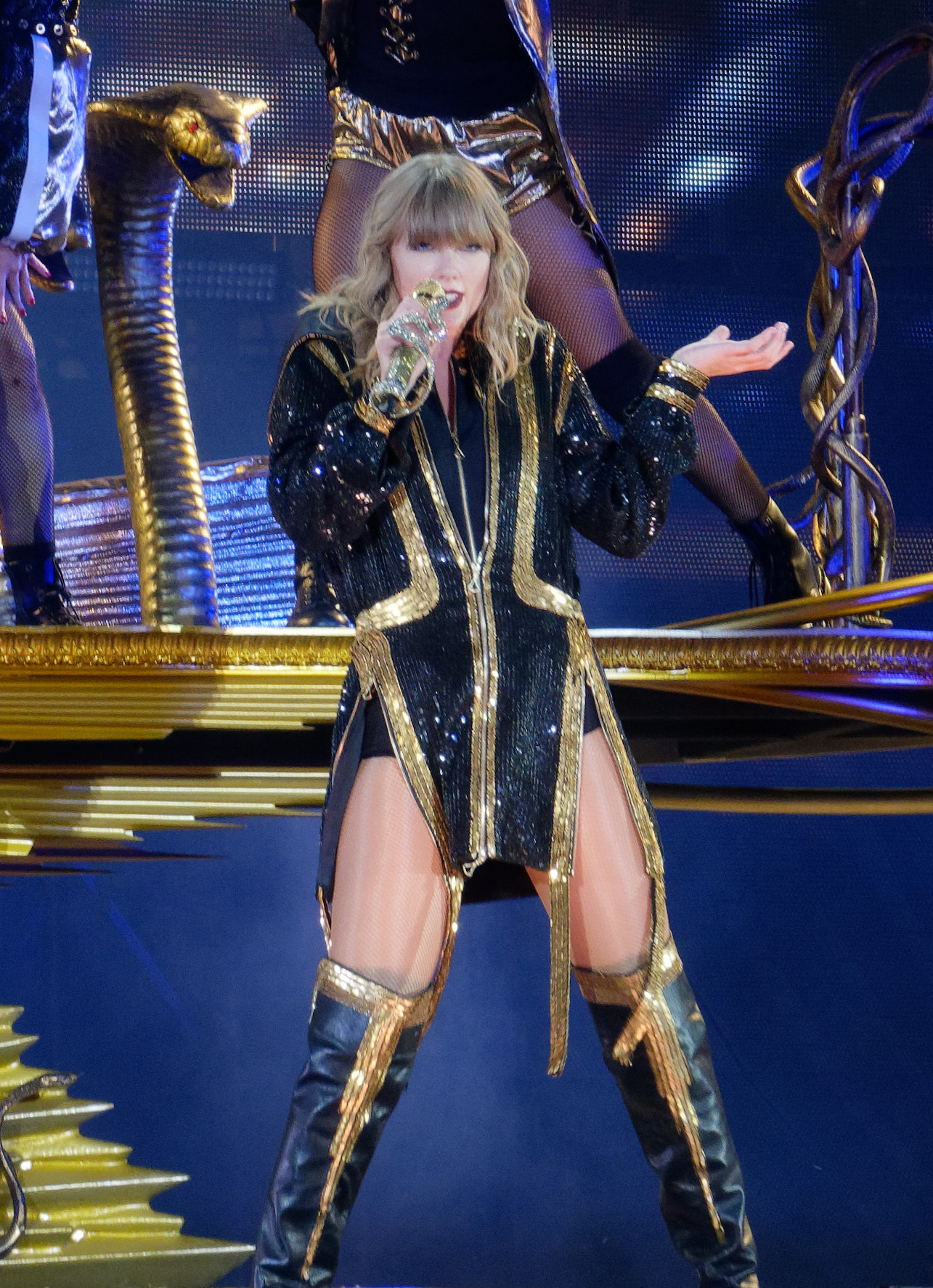
Swift realizando "Look What You Made Me Do" na passagem da turnê Reputation Stadium Tour (2018) por Seattle.

O primeiro single de Reputation, "Look What You Made Me Do", foi lançado em 24 de agosto de 2017. Comercialmente, alcançou a posição máxima em vários países, incluindo Austrália, Nova Zelândia, e Reino Unido, onde tornou-se a primeira canção da artista a conquistar a liderança. Em território estadunidense, converteu-se em seu quinto tema a culminar na Billboard Hot 100, onde liderou por três semanas consecutivas. Em relação aos streams, foi tocada 8 milhões de vezes apenas em suas primeiras 24 horas, representando a maior quantidade recebida por uma música em um único dia até então — quebrando o recorde de "Shape of You", de Ed Sheeran, que acumulou 6,87 milhões de reproduções. O vídeo musical correspondente, dirigido por Joseph Kahn, estreou no dia 27 de agosto durante os MTV Video Music Awards de 2017 e tornou-se o mais visto em 24 horas, tanto na Vevo quanto no Youtube até então, com 43 milhões de visualizações obtidas. A produção retrata Swift em situações que podem ser interpretadas como confrontos com pessoas com quem ela compartilhou desentendimentos ao longo de sua carreira. Por exemplo, uma cena sugere que ela está parodiando Katy Perry ao imitá-la e segurando um Grammy que Perry ainda não ganhou. Ela também ataca Calvin Harris colocando seu pseudônimo, que ela usou na composição da canção "This Is What You Came For", em uma lápide. Outras sequências incluem a musicista em uma banheira cheia de diamantes e em um trono enquanto cobras a cercam e servem um chá.
"...Ready for It?" foi inicialmente divulgado de forma promocional em 3 de setembro de 2017, juntamente com a pré-venda do disco. O seu lançamento como o segundo single do projeto ocorreu em 24 do mês seguinte, quando foi enviada para as estações de rádio. Obteve um desempenho comercial favorável, classificando-se nas dez melhores posições em países como Estados Unidos e Reino Unido. Dirigido por Kahn, o vídeo correspondente foi divulgado em 26 de outubro e retrata duas versões de Swift, que no final se juntam para se tornarem uma só. "End Game" foi enviado às rádios francesas em 14 de novembro de 2017, servindo como o terceiro foco de promoção do registro. Conquistou resultados inferiores aos antecessores, alcançando as vinte melhores posições na Costa Rica, Bélgica, Israel, Nova Zelândia e República Dominicana, enquanto nos Estados Unidos, atingiu a 18ª colocação da Billboard Hot 100. Sua gravação audiovisual foi divulgada em 12 de janeiro de 2018 e apresenta Swift interpretando a faixa em lugares como Londres, Miami e Tóquio, acompanhada de Future e Sheeran nas duas últimas cidades.
"New Year's Day" foi enviada como single nas rádios americanas de música country em 27 de novembro de 2017, servindo como o primeiro trabalho de Swift a ser enviado para o formato country em quatro anos. "Delicate" foi adicionada as rádios em 12 e 13 de março de 2018, servindo como a quarta faixa de trabalho oficial do disco. Obteve a décima segunda colocação na Billboard Hot 100 e tornou-se o single de maior sucesso do álbum nas rádios estadunidenses, alcançando a segunda posição da Top Radio Songs e a nona na Adult Contemporary, liderando ainda a Pop Songs e a Adult Pop Songs. Seu vídeo musical correspondente, novamente dirigido por Kahn, foi disponibilizado em 11 de março de 2018 durante os iHeartRadio Music Awards de 2018 e apresenta Swift como uma personalidade constantemente perseguida pela mídia, até que um homem misterioso lhe dá um bilhete e ela fica invisível aos olhos dos demais, realizando diversos passos de dança em lugares distintos. "Getaway Car" foi enviada às estações de rádio da Austrália e da Nova Zelândia em 7 de setembro de 2018, servindo como o sexto single oficial de Reputation e o sétimo ao todo.
À parte desses lançamentos, "Call It What You Want" foi lançada promocionalmente em 3 de novembro de 2017 em conjunto com um vídeo apresentado as letras da canção. Atingiu a quinta colocação na Hungria e as trinta primeiras na Austrália, Canadá, Estados Unidos e Reino Unido. Lançada em 20 de outubro do mesmo ano, "Gorgeous" também foi um single promocional e listou-se as vinte primeiras posições em países como Austrália, Canadá, Estados Unidos, e Reino Unido.

## Promoção

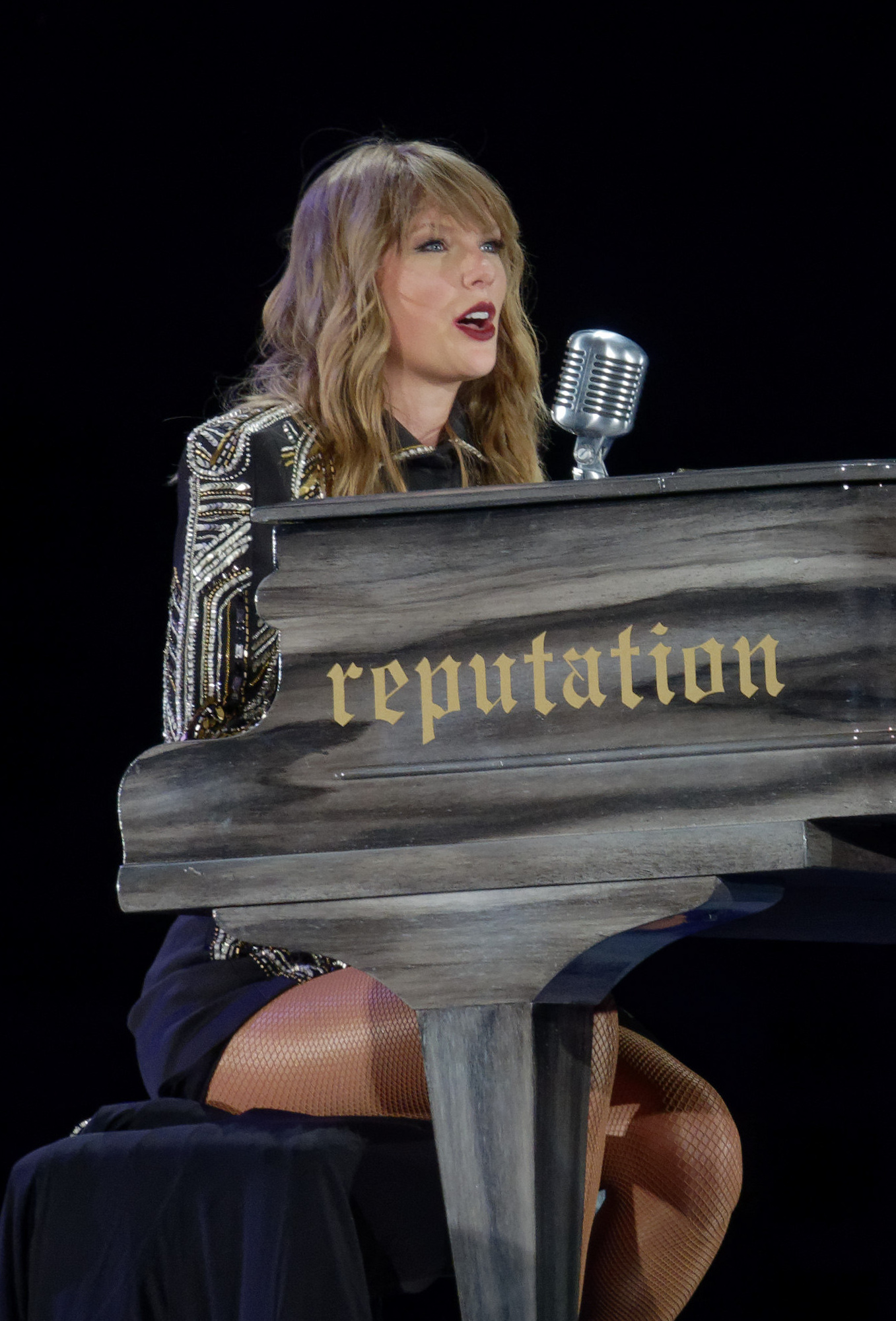
Swift se apresentando ao vivo durante a passagem da turnê Reputation Stadium Tour por Seattle.

A United Parcel Service anunciou que seria a "distribuidora oficial" de Reputation. Caminhões da empresa, espalhados em diversas cidades dos Estados Unidos, continham um decalque com a capa do álbum. A empresa incentivou os fãs a tirarem fotos dos caminhões com uma hashtag, para garantirem uma "oportunidade melhor" de comprarem ingressos para a turnê do projeto. Como parte de seu contrato com a AT&T, Swift produziu uma série de bastidores de várias partes mostrando a produção do álbum, intitulada "The Making of a Song". Uma prévia da série foi divulgada em 1º de novembro de 2017 no canal da empresa no YouTube e mostrou a composição de "Gorgeous", com a produção completa sendo disponibilizada no dia 13 do mesmo mês na DirecTV e nas plataformas DirecTV Now e U-Verse. Uma loja pop-up do álbum foi lançada em Nova Iorque e ficou disponível entre 12 e 16 de novembro, na qual foram vendidas cópias do trabalho e produtos exclusivos.
Uma apresentação de "New Year's Day" realizada por Swift foi exibida durante um comercial da série Scandal, da rede televisiva ABC, que foi transmitido à meia-noite, junto com o lançamento de Reputation, marcando a primeira performance relacionada ao disco e a primeira da cantora na televisão em três anos. A apresentação foi gravada na sessão secreta do álbum realizada na casa de Swift em Rhode Island, para um público de cem fãs; a versão completa foi mostrada no dia seguinte no canal Freeform, durante a exibição do filme The Duff. No dia do lançamento de Reputation, a artista cantou versões acústicas de "Call It What You Want" e "New Year's Day" para a SiriusXM Radio, além de uma regravação de "American Girl", de Tom Petty. A primeira foi interpretada por Swift ao violão, junto com um pequeno grupo de vocalistas de apoio, um guitarrista e um violoncelista, enquanto a segunda e a terceira foram cantadas ao piano.
A intérprete serviu como a atração musical de 11 de novembro do humorístico Saturday Night Live, marcando sua primeira participação no programa desde 2009. Ela interpretou "...Ready for It?" usando um microfone adornado com um acessório em formato de cobra, acompanhada por um grupo de quatro vocalistas de apoio, com o qual também realizou passos coreografados, enquanto "Call It What You Want" foi realizada ao violão, em conjunto com um violoncelista e as quatro vocalistas de apoio. A artista fez uma aparição surpresa no The Tonight Show with Jimmy Fallon em 13 de novembro de 2017, cantando "New Year's Day" como uma homenagem à falecida mãe do apresentador Jimmy Fallon. Ela realizou a performance ao piano, acompanhada por um pequeno de grupo de vocalistas de apoio. Swift cantou em diversos festivais de estações de rádio. O primeiro show foi parte do Jingle Ball, promovido pela Kiss FM, no dia 1º de dezembro de 2017 em Inglewood, Califórnia; o segundo foi realizado no dia seguinte em San José, Califórnia, como parte do Poptopia da 99.7 Now; o terceiro em 7 de dezembro em Chicago, dentro do Jingle Bash da B96; e o quarto no Jingle Ball, da Z100, que ocorreu em Nova Iorque no dia 8 de dezembro.

### Reputation Stadium Tour
Anunciada oficialmente em 13 de novembro de 2017, a Reputation Stadium Tour percorreu estádios na América do Norte, Europa, Oceania e Ásia, se iniciando em 8 de maio de 2018 no University of Phoenix Stadium em Glendale, Arizona, e terminando em 21 de novembro seguinte no Tokyo Dome em Tóquio, Japão, com um total de 53 concertos. As cantoras Charli XCX e Camila Cabello serviram como atos de abertura da turnê. A digressão arrecadou 345 milhões de dólares e vendeu 2 milhões de ingressos, se tornando a maior e mais rentável turnê de Swift até o momento.

## Legado

### Cultura popular e política

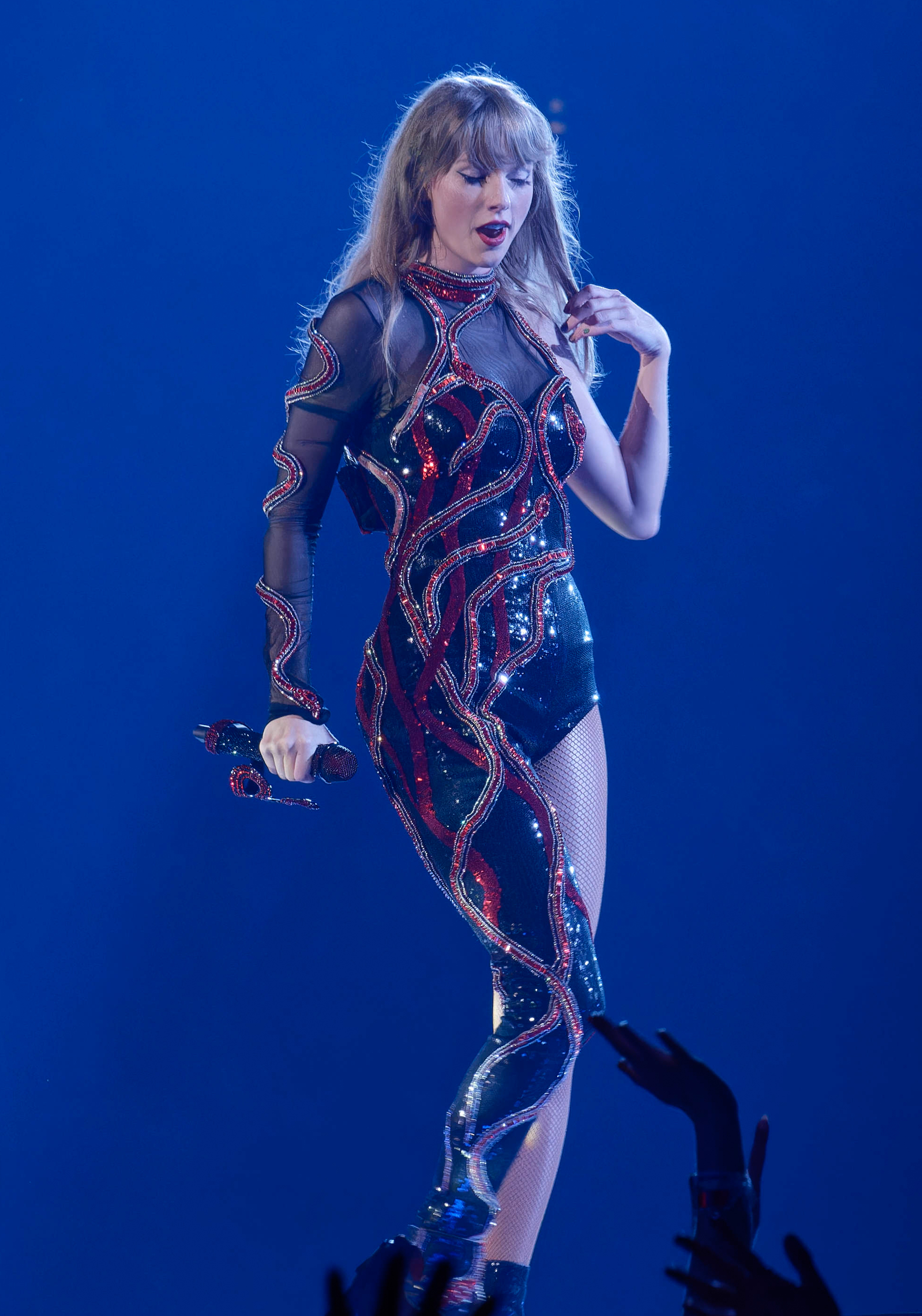
Swift durante a etapa Reputation na The Eras Tour (2023).

Lançado em meio à mídia negativa e após o hiato de Swift, Reputation foi considerado por vários jornalistas como seu retorno. Alguns críticos interpretaram o seu lançamento, durante o primeiro mandato presidencial de Donald Trump, como uma declaração política, observando que enquanto muitas celebridades expressaram sua oposição às políticas controversas de Trump, a inação de Swift durante a eleição presidencial de 2016 foi destacada na imprensa como um fenômeno chocante. Os detratores a denunciaram como indiferente e 
omissa ao cenário político contemporâneo, com um editorial do Guardian a apelidando de "enviada" dos valores de Trump. Laura Snapes, do The Guardian, analisou que o silêncio da cantora, juntamente com as controvérsias das celebridades, prejudicou consideravelmente seu status como uma "princesa pop incomparável".
De acordo com Hyden, o álbum foi lançado em meio a um "apocalipse moral" na indústria do entretenimento, quando a agressão sexual contra mulheres estava sendo "recontextualizada na consciência popular como expressões de dominação e humilhação". No entanto, sua inclusão como uma das "Quebradoras do Silêncio" — um grupo de seis mulheres que se manifestaram publicamente contra a má conduta sexual — para a capa da revista  Time de 2017 foi criticada por alguns que consideraram seu "feminismo covarde e passividade política". Alguns outros consideraram Reputation como a primeira decepção comercial de Swift, em parte por causa de seu sucesso menor se comparado ao seu antecessor, 1989. Em defesa da cantora, a acadêmica e jornalista Jane Martinson considerou que o afastamento de Swift da imprensa representou seus esforços para controlar a narrativa e foi um movimento de empoderamento para as mulheres jovens.
Outras opiniões observaram como a reação pública durante a promoção do álbum contribuiu para os engajamentos políticos de Swift após 2018; ela endossou publicamente candidatos políticos, apoiou os direitos LGBT e criticou o racismo sistêmico. A campanha promocional de Reputation, especificamente o uso de mídias sociais pela cantora, foi tema de um artigo acadêmico analisando o marketing na música de massa por Linda Ryan Bengtsson e Jessica Edlom, duas acadêmicas especializadas em mídia e comunicação. Elas argumentaram que o álbum foi o lançamento "mais adequado" em termos de marketing, impulsionado pela promoção de mídia social orientada aos fãs e pelo relacionamento de longa data de Swift com seus apoiadores. Seu "sumiço das mídias sociais" estabeleceu um precedente para outras estrelas pop imitarem. Comentando sobre o ciclo de lançamento do álbum, a acadêmica Jadey O'Regan observou como a artista usou "a arte da melhor maneira" para contrariar "a maneira como ela foi estereotipada na cultura popular". A diretora de cinema Jennifer Kaytin Robinson citou Reputation como inspiração para seu filme de comédia adolescente Do Revenge (2022).

### Reavaliação da crítica especializada
Os críticos consideraram Reputation um álbum que resistiu ao teste do tempo. Andrew Unterberger, da Billboard, escreveu em agosto de 2019: "Com alguns anos de clareza, removidos de toda a reação contra Swift por sua percebida falta de sinceridade (e neutralidade política), agora podemos olhar para Reputation pelo que ele realmente foi: um álbum pop muito bom que fez muito sucesso". Mary Siroky, da Consequence, observou como o tempo o reafirmou como um disco autêntico, ao contrário de algumas análises iniciais que sugeriam o contrário e — como parte de um artigo de 2022 intitulado "O que estávamos pensando? 15 vezes que estávamos errados" —, opinou que a crítica inicial da publicação sobre o álbum foi influenciada pela mídia negativa que cercava Swift naquele momento e sua nota deveria ter sido maior. Powers, em 2024, descreveu-o como um disco "antes desprezado, agora reverenciado".
Joe Lynch, da Billboard, atribuiu as críticas iniciais ao projeto ao preconceito que desconsidera músicas com arranjos baseados em sintetizadores; "O que é uma pena, porque em Reputation, as palavras de Swift entregam fotos Polaroid vívidas diretamente ao seu cérebro". Para a jornalista Kara Voght, da Rolling Stone, esse foi o primeiro disco de Swift a "realmente dialogar com seus contemporâneos pop" e identificou algumas de suas músicas como seus ápices artísticos. Para alguns críticos, embora Reputation não seja tão completo quanto os outros álbuns dela, sua experimentação com o hip-hop e composição rica em detalhes levaram ao seu artesanato refinado em discos subsequentes, como Folklore (2020), Evermore (2020), e Midnights (2022). Em 2024, ao listar os 11 álbuns de Swift para o The New York Times, Caramanica classificou Reputation em primeiro lugar. Ele afirmou que o álbum mostrou o "crescimento real" de Swift em um nível narrativo ao assumir suas falhas de caráter e expressar vulnerabilidade, até mesmo abraçando as fragilidades da fama e da celebrização.

## Alinhamento de faixas
| Reputation – Edição Padrão |                                                      |                                                                           |                              |         |  |
| N.º                        | Título                                               | Compositor(es)                                                            | Produtor(es)                 | Duração |  |
| 1.                         | "...Ready for It?"                                   | Taylor Swift · Max Martin · Shellback · Ali Payami                        | Martin · Shellback · Payami  | 3:28    |  |
| 2.                         | "End Game" (com participação de Ed Sheeran e Future) | Swift · Ed Sheeran · Martin · Shellback · Navyadius Wilburn               | Martin · Shellback · Ilya[A] | 4:04    |  |
| 3.                         | "I Did Something Bad"                                | Swift · Martin · Shellback                                                | Martin · Shellback           | 3:58    |  |
| 4.                         | "Don't Blame Me"                                     | Swift · Martin · Shellback                                                | Martin · Shellback           | 3:56    |  |
| 5.                         | "Delicate"                                           | Swift · Martin · Shellback                                                | Martin · Shellback           | 3:52    |  |
| 6.                         | "Look What You Made Me Do"                           | Swift · Jack Antonoff · Fred Fairbrasss · Richard Fairbrass · Rob Manzoli | Antonoff · Swift             | 3:31    |  |
| 7.                         | "So It Goes..."                                      | Swift · Martin · Shellback · Oscar Görres                                 | Martin · Shellback · Görres  | 3:47    |  |
| 8.                         | "Gorgeous"                                           | Swift · Martin · Shellback                                                | Martin · Shellback           | 3:29    |  |
| 9.                         | "Getaway Car"                                        | Swift · Antonoff                                                          | Antonoff · Swift             | 3:53    |  |
| 10.                        | "King of My Heart"                                   | Swift · Martin · Shellback                                                | Martin · Shellback           | 3:34    |  |
| 11.                        | "Dancing with Our Hands Tied"                        | Swift · Martin · Shellback · Oscar Holter                                 | Martin · Shellback · Holter  | 3:31    |  |
| 12.                        | "Dress"                                              | Swift · Antonoff                                                          | Antonoff · Swift             | 3:50    |  |
| 13.                        | "This Is Why We Can't Have Nice Things"              | Swift · Antonoff                                                          | Antonoff · Swift             | 3:27    |  |
| 14.                        | "Call It What You Want"                              | Swift · Antonoff                                                          | Antonoff · Swift             | 3:23    |  |
| 15.                        | "New Year's Day"                                     | Swift · Antonoff                                                          | Antonoff · Swift             | 3:55    |  |
| Duração total:             | Duração total:                                       | Duração total:                                                            | Duração total:               | 55:38   |  |

| Reputation – DVD bônus da edição de luxo japonesa |                                                       |                |         |  |
| N.º                                               | Título                                                | Diretor(es)    | Duração |  |
| 1.                                                | "Look What You Made Me Do" (videoclipe)               | Joseph Kahn    | 4:16    |  |
| 2.                                                | "Look What You Made Me Do" (letras em video)          |                | 3:35    |  |
| 3.                                                | "Look What You Made Me Do" (bastidores do videoclipe) |                | 12:09   |  |
| Duração total:                                    | Duração total:                                        | Duração total: | 20:00   |  |

Notas
A  - denota produtores vocais adicionais
- "Look What You Made Me Do" contém demonstrações de "I'm Too Sexy", escrita por Freid Fairbrass, Richard Fairbrass e Rob Manzoli e interpretada por Right Said Fred.[203][53]

## Equipe e colaboradores
Todo o processo de elaboração de Reputation atribui os seguintes créditos:
Gestão
- Taylor Swift: produção executiva
- 13 Management: gestão, coordenação do projeto
- Big Machine Teams: gestão, coordenação do projeto
- Big Machine Records: gravadora, proprietária de direitos autorais/direitos autorais fonográficos
- Universal Music Distribution: distribuição nacional/internacional
- Universal Music International: licenciamento

| Locais de gravação - MXM Studios (Estocolmo; Los Angeles, Califórnia) - Seismic Activities Studios (Portland, Oregon) - Tree Sound Studios (Atlanta, Geórgia) - Rough Customer Studio (Brooklyn, Nova Iorque) - Conway Studios (Los Angeles, Califórnia) | Locais de mixagem - MixStar Studios (Virginia Beach, Virgínia) Locais de masterização - Sterling Sound Studios (Nova Iorque) |

Visuais e imagem
| - Taylor Swift: direção criativa do design do encarte - Mert Alas: fotografia - Marcus Piggott: fotografia - Joseph Cassell: figurino - Ben Fieker: design do encarte - Parker Foote: design do encarte - Isamaya French: maquiagem | - Lorraine Griffin: manicure - Austin Hale: design do encarte - Paul Hanlon: cabelo - Josh Newman: direção artística do encarte - Bethany Newman: direção artística do encarte - Mat Maitland: direção artística fotográfica |

Vocais
| - Taylor Swift: vocalista principal, vocalista de apoio - Jack Antonoff: vocalista de apoio - Max Martin: vocalista de apoio | - Ed Sheeran: vocalista participante - Future: vocalista participante - James Reynolds: voz do bebê em "Gorgeous" |

Produção
| - Taylor Swift: composição, produção - Max Martin: composição, produção, programação, gravação - Shellback: composição, produção, programação - Ali Payami: composição, produção, gravação - Jack Antonoff: composição, produção, programação - Oscar Holter: composição, produção, programação - Oscar Görres: composição, produção, programação - Serban Ghenea: mixagem - John Hanes: assistência de mixagem - Cory Bice: assistência de engenharia - Seth Ferkins: engenharia - Sean Flora: assistência de engenharia | - Sam Holland: engenharia - Michael Ilbert: engenharia - Ilya: produção vocal adicional - Peter Karlsson: assistência de engenharia - Jeremy Lertola: assistência de engenharia - Randy Merrill: masterização - Noah Passovoy: engenharia - Laura Sisk: engenharia - Jon Sher: assistência de engenharia - Mike Synphony: assistência de engenharia - Daniel Watson: assistência de engenharia |

Instrumentação
| - Max Martin: teclado, piano - Shellback: teclado, bateria, baixo, violão - Ali Payami: teclado - Jack Antonoff: piano, baixo, violão, sintetizadores, instrumentação - Oscar Görres: teclado | - Oscar Holter: teclado - Sean Hutchinson: bateria - Victoria Parker: violino, viola - Phillip A. Peterson: violoncelo - Evan Smith: saxofone |

## Desempenho comercial
Em termos comerciais, Reputation obteve uma recepção positiva. Mundialmente, culminou as tabelas musicais de mais de dez países e vendeu dois milhões de cópias apenas em sua semana de lançamento. De acordo com a International Federation of the Phonographic Industry (IFPI), o álbum foi o segundo mais adquirido globalmente em 2017, com um total de 4 milhões e 500 mil compras realizadas — entre unidades físicas e digitais —, ficando apenas atrás de ÷, de Ed Sheeran, que comercializou mais de seis milhões.
No país nativo de Swift, os Estados Unidos, uma semana antes do lançamento de Reputation, a Big Machine Records constatou para a Associated Press que a pré-venda do álbum já contabilizava mais de 400 mil unidades, dentre pedidos feitos na iTunes Store, Target, Walmart e a página da cantora. Este número foi o dobro da pré-venda de 1989, que estreou com um milhão de cópias vendidas na primeira semana em 2014. A Target também confirmou que a pré-venda do álbum havia sido a maior já realizada em sua história. Numa reportagem publicada pela Billboard em 8 de novembro de 2017, dois dias antes do lançamento do trabalho, o jornalista Ed Christman revelou que a Big Machine esperava dois milhões de cópias vendidas nos primeiros sete dias de disponibilidade nos Estados Unidos — o maior número na primeira semana já registrado por Swift —, mesmo com a recente queda em vendas de álbuns e aumento nos streams. Christman atribuiu a estimativa ao histórico de grandes estreias da cantora no país, onde os seus três álbuns anteriores registraram mais de 1 milhão de vendas na semana de liberação, e à sua decisão de não lançar o trabalho em serviços de streaming juntamente com as outras plataformas — adotado pela própria com 1989 e por Adele com 25 (2015), o qual comercializou mais de 3 milhões de cópias em sua estreia. A Billboard também revelou que a Universal Music enviou entre 1 milhão e 200 mil a 1 milhão e 500 mil exemplares de CDs às lojas.
Reputation atingiu o topo do iTunes dos Estados Unidos dentro de apenas seis minutos, batendo o recorde de álbum a conquistar mais rapidamente a primeira posição. Mais de oitocentas mil pessoas tentaram adquirir o produto, o que também fez com que o iTunes saísse temporariamente do ar. Segundo dados preliminares da Nielsen SoundScan, o disco vendeu 700 mil cópias apenas em seu primeiro dia, enquanto dois dias depois este número aumentou para mais de 900 mil. Em 14 de novembro, a Billboard informou que, em apenas quatro dias, Reputation havia vendido mais de um milhão de cópias, tornando-se o valor mais alto para um álbum de 2017 no país, ultrapassando ÷, lançado em março, que havia registrado 912 mil compras até então. A publicação ainda constatou que, com isso, o disco tornou-se o quarto consecutivo de Swift a vender 1 milhão em sua semana de lançamento — em sequência a 1989, Red (2012) e Speak Now (2010) —, fazendo dela a primeira artista a realizar tal feito, e de Reputation o primeiro álbum a vender essa quantidade em 7 dias nos últimos dois anos, desde que 25 movimentou 1 milhão e 190 mil réplicas em sua quinta semana de disponibilidade.
Reputation acabou por debutar na primeira colocação da Billboard 200 com 1 milhão e 238 mil unidades equivalentes — dentre cópias físicas, digitais e streaming de suas faixas —, das quais 1 milhão e 216 mil eram de vendas físicas e digitais, tornando-se o quinto disco de Swift a liderar a tabela e o seu quarto a registrar mais de 1 milhão em uma estreia. Este número foi também o maior desde dezembro de 2015, quando 25 debutou com vendas acima de 3 milhões de exemplares e o décimo maior desde que a SoundScan começou suas operações em 1991, tornando Swift o único artista a comercializar um milhão de cópias por quatro semanas na história da SoundScan. De acordo com a Billboard, 709 mil compras do produto foram digitais, que foram disponibilizadas apenas no iTunes e na loja oficial da cantora, sendo o terceiro maior valor de vendas digitais da história — atrás de 25 (1 milhão e 600 mil), e Views, de Drake (825 mil), 505 mil compras foram físicas — maior registro desde que 25 movimentou 1 milhão e 30 mil unidades em sua quinta semana — 13 mil vieram de streaming das quatro faixas do disco disponíveis no formato — "Look What You Made Me Do", "...Ready for It?", "Gorgeous" e "Call It What You Want" — e outras 8 mil vieram da comercialização de cada uma delas. Segundo a Forbes, Reputation vendeu mais do que todos os outros 199 álbuns combinados naquela edição da Billboard 200. Enquanto o projeto de Swift vendeu um 1 milhão e 216 mil cópias, todos os outros títulos venderam um somatório de 700 mil unidades; com streams adicionados, as compras totais de discos naquela semana foram de 3 milhões e 300 mil — mais de um terço do qual foi obtido pelo disco de Swift. Dentre as vendas físicas e digitais, a publicação constatou que, para cada dez álbuns vendidos na semana em território estadunidense, seis eram Reputation. A editora Brittany Hodak notou ainda que o produto registrou vendas duas vezes maiores do que a maior estreia do ano na Billboard 200 até então (Damn, de Kendrick Lamar, que debutou com 607 mil exemplares em abril) e um milhão de unidades a mais do que os últimos líderes da parada — Sam Smith, Kenny Chesney e Niall Horan.
O álbum permaneceu sua segunda semana no topo da tabela, com 516 mil unidades equivalentes e 230 mil puras, tornando-se o primeiro a lidera-la por duas edições desde 4:44, de Jay-Z, em julho de 2017, o primeiro de uma artista feminina a passar mais de uma semana no topo desde Anti, de Rihanna, em 2016, e o primeiro de uma mulher a ficar nessa posição em suas duas primeiras semanas desde 25. Após três atualizações no 1º posto, Reputation caiu para a 3ª posição, com 60 mil cópias puras e 112 mil equivalentes, ficando na vice-liderança nas duas semanas seguintes, vendendo 100 mil cópias na primeira e 130 mil na segunda. O conjunto retornou ao topo na atualização de 6 de janeiro de 2018, com 107 mil unidades equivalentes e 79 mil puras, totalizando quatro edições no posto máximo; com isso, converteu-se no primeiro disco desde Starboy, de The Weeknd, a liderar a Billboard 200 por quatro semanas. Com 1 milhão e 900 mil cópias puras distribuídas, tornou-se o álbum mais vendido de 2017 nos Estados Unidos e fez de Swift o primeiro artista a ter o disco mais vendido do ano com três títulos diferentes, tendo conquistado o feito anteriormente em 2009 com Fearless e em 2014 com 1989.
No Canadá, 55 mil cópias do produto foram adquiridas em seu dia de lançamento. Consequentemente, debutou na colocação máxima do Canadian Albums Chart com 81 mil cópias comercializadas, obtendo a melhor semana de vendas desde Views, de Drake, que debutou no ápice com 110 mil vendas. Na Oceania foi igualmente bem recebido, culminando nas tabelas da Austrália e da Nova Zelândia; no primeiro, foi certificado como platina quádrupla pela Australian Recording Industry Association (ARIA) ao vender 300 mil cópias, enquanto no segundo recebeu a certificação de platina quíntupla pela Recorded Music NZ (RMNZ), pelo excedente de 75 mil réplicas.
No Reino Unido, vendeu 65 mil exemplares em seus primeiros três dias e culminou no UK Albums Chart, dando à cantora seu terceiro número um no país, em sequência a 1989 (2014) e Red (2012), e marcando a quinta maior estreia de um disco na tabela em 2017, atrás de ÷, Human, de Rag'n'Bone Man, As You Were, de Liam Gallagher, e The Thrill of It All, de Sam Smith. Foi certificado com platina tripla pela British Phonographic Industry (BPI), em reconhecimento às novecentas mil unidades comercializadas. Na França, estreou no 11° posto da parada monitorada pelo Syndicat National de l'Édition Phonographique (SNEP), com mais de sete mil vendas. Ao redor da Europa, culminou nas tabelas de várias nações, a exemplo da Áustria, Bélgica (região de Flandres), Irlanda, Portugal e Suíça, ao passo em que qualificou-se entre as cinco melhores posições em territórios como Alemanha, Eslováquia, Espanha e Grécia. No Japão, o produto estreou em terceiro lugar, com 28 mil compras realizadas.
| País — Tabela musical (2017–18)        | Melhor posição |
| -------------------------------------- | -------------- |
| África do Sul (EMA)                    | 3              |
| Alemanha (GfK Entertainment Charts)    | 2              |
| Austrália (ARIA Charts)                | 1              |
| Áustria (Ö3 Austria Top 40)            | 1              |
| Bélgica (Ultratop 50 de Flandres)      | 1              |
| Bélgica (Ultratop 40 da Valônia)       | 9              |
| Canadá (Canadian Albums Chart)         | 1              |
| Coreia do Sul (Gaon)                   | 3              |
| Dinamarca (Hitlisten)                  | 3              |
| Escócia (OCC)                          | 1              |
| Eslováquia (IFPI Slovenská Republika)  | 4              |
| Espanha (PROMUSICAE)                   | 3              |
| Estados Unidos (Billboard 200)         | 1              |
| Finlândia (IFPI Finlândia)             | 5              |
| França (SNEP)                          | 16             |
| Grécia (IFPI Grécia)                   | 3              |
| Hungria (MAHASZ)                       | 8              |
| Irlanda (IRMA)                         | 1              |
| Itália (FIMI)                          | 3              |
| Japão (Oricon)                         | 3              |
| México (AMPROFON)                      | 4              |
| Noruega (VG-lista)                     | 1              |
| Nova Zelândia (Recorded Music NZ)      | 1              |
| Países Baixos (MegaCharts)             | 1              |
| Polônia (ZPAV)                         | 6              |
| Portugal (AFP)                         | 1              |
| Reino Unido (UK Albums Chart)          | 1              |
| República Checa (IFPI Česká Republika) | 2              |
| Suécia (Sverigetopplistan)             | 2              |
| Suíça (Schweizer Hitparade)            | 1              |

| País — Tabela musical (2010–19) | Posição |
| ------------------------------- | ------- |
| Austrália (ARIA Charts)         | 50      |
| Estados Unidos (Billboard 200)  | 62      |

| País — Tabela musical (2017)        | Posição |
| ----------------------------------- | ------- |
| Alemanha (GfK Entertainment Charts) | 60      |
| Austrália (ARIA Charts)             | 3       |
| Áustria (Ö3 Austria Top 40)         | 55      |
| Bélgica (Ultratop 50 de Flandres)   | 57      |
| Bélgica (Ultratop 40 da Valônia)    | 165     |
| Japão (Oricon)                      | 73      |
| México (AMPROFON)                   | 93      |
| Nova Zelândia (Recorded Music NZ)   | 9       |
| Países Baixos (MegaCharts)          | 90      |
| Reino Unido (UK Albums Chart)       | 15      |
| Suíça (Schweizer Hitparade)         | 90      |
| País — Tabela musical (2018)        | Posição |
| Austrália (ARIA Charts)             | 11      |
| Bélgica (Ultratop 50 de Flandres)   | 77      |
| Canadá (Canadian Albums Chart)      | 4       |
| Dinamarca (Hitlisten)               | 87      |
| Estados Unidos (Billboard 200)      | 1       |
| Estados Unidos (Digital Albums)     | 1       |
| Irlanda (IRMA)                      | 16      |
| México (AMPROFON)                   | 62      |
| Nova Zelândia (Recorded Music NZ)   | 16      |

| Região                                                                                             | Certificação | Vendas    |
| -------------------------------------------------------------------------------------------------- | ------------ | --------- |
| Alemanha (BVMI)                                                                                    | Platina      | 200 000‡  |
| Austrália (ARIA)                                                                                   | 4× Platina   | 300 000‡  |
| Áustria (IFPI Áustria)                                                                             | Platina      | 15 000‡   |
| Bélgica (BEA)                                                                                      | Platina      | 20 000‡   |
| Brasil (Pro-Música Brasil)                                                                         | 3× Platina   | 120 000‡  |
| Dinamarca (IFPI Dinamarca)                                                                         | Platina      | 20 000‡   |
| Espanha (PROMUSICAE)                                                                               | Ouro         | 20 000‡   |
| Estados Unidos (RIAA)                                                                              | 3× Platina   | 2 478 000 |
| França (SNEP)                                                                                      | Platina      | 100 000^  |
| Itália (FIMI)                                                                                      | Platina      | 50 000‡   |
| Japão (RIAJ)                                                                                       | Ouro         | 100 000^  |
| México (AMPROFON)                                                                                  | Platina      | 60 000‡   |
| Noruega (IFPI Noruega)                                                                             | Ouro         | 10 000*   |
| Nova Zelândia (RIANZ)                                                                              | 5× Platina   | 75 000‡   |
| Polônia (ZPAV)                                                                                     | 2× Platina   | 40 000*   |
| Portugal (AFP)                                                                                     | Ouro         | 3 500‡    |
| Reino Unido (BPI)                                                                                  | 3× Platina   | 900 000‡  |
| Singapura (RIAS)                                                                                   | Platina      | 10 000‡   |
| Suécia (GLF)                                                                                       | Platina      | 20 000‡   |
| Suíça (IFPI Suíça)                                                                                 | Ouro         | 10 000^   |
| Resumos                                                                                            |              |           |
| Mundo                                                                                              | —            | 4 500 000 |
| *números de vendas baseados somente na certificação ^distribuições baseadas apenas na certificação |              |           |

## Histórico de lançamento
| País           | Data                   | Formato(s)                     | Gravadora       |
| -------------- | ---------------------- | ------------------------------ | --------------- |
| Alemanha       | 10 de novembro de 2017 | CD download digital            | Universal Music |
| Austrália      | 10 de novembro de 2017 | CD download digital            | Universal Music |
| Brasil         | 10 de novembro de 2017 | Download digital               | Universal Music |
| Estados Unidos | 10 de novembro de 2017 | CD download digital            | Big Machine     |
| Itália         | 10 de novembro de 2017 | CD download digital            | Universal Music |
| Japão          | 10 de novembro de 2017 | CD+DVD                         | Universal Music |
| Nova Zelândia  | 10 de novembro de 2017 | CD download digital            | Universal Music |
| Portugal       | 10 de novembro de 2017 | CD download digital            | Universal Music |
| Reino Unido    | 10 de novembro de 2017 | CD download digital            | Virgin EMI      |
| Brasil         | 24 de novembro de 2017 | CD                             | Universal Music |
| Mundo          | 27 de novembro de 2017 | Streaming (Tidal)              | Big Machine     |
| Mundo          | 1º de dezembro de 2017 | Streaming (demais plataformas) | Big Machine     |
| Alemanha       | 15 de dezembro de 2017 | Vinil                          | Universal       |
| Austrália      | 15 de dezembro de 2017 | Vinil                          | Universal       |
| Canadá         | 15 de dezembro de 2017 | Vinil                          | Universal       |
| Estados Unidos | 15 de dezembro de 2017 | Vinil                          | Big Machine     |
| Reino Unido    | 15 de dezembro de 2017 | Vinil                          | Virgin EMI      |
| Canadá         | 9 de março de 2018     | Download digital (karaokê)     | Big Machine     |
| Estados Unidos | 9 de março de 2018     | Download digital (karaokê)     | Big Machine     |
| Mundo          | 9 de março de 2018     | Streaming (karaokê)            | Big Machine     |
| Canadá         | 18 de maio de 2018     | CD+G/DVD                       | Big Machine     |
| Estados Unidos | 18 de maio de 2018     | CD+G/DVD                       | Big Machine     |